# E3 Harelbeke 2012
De E3 Harelbeke 2012 is de 55e editie van de wielerklassieker E3 Harelbeke en werd verreden op 23 maart 2012 met als start- en finishplaats het Vlaamse stadje Harelbeke. Tom Boonen won nipt in de spurt voor Óscar Freire.

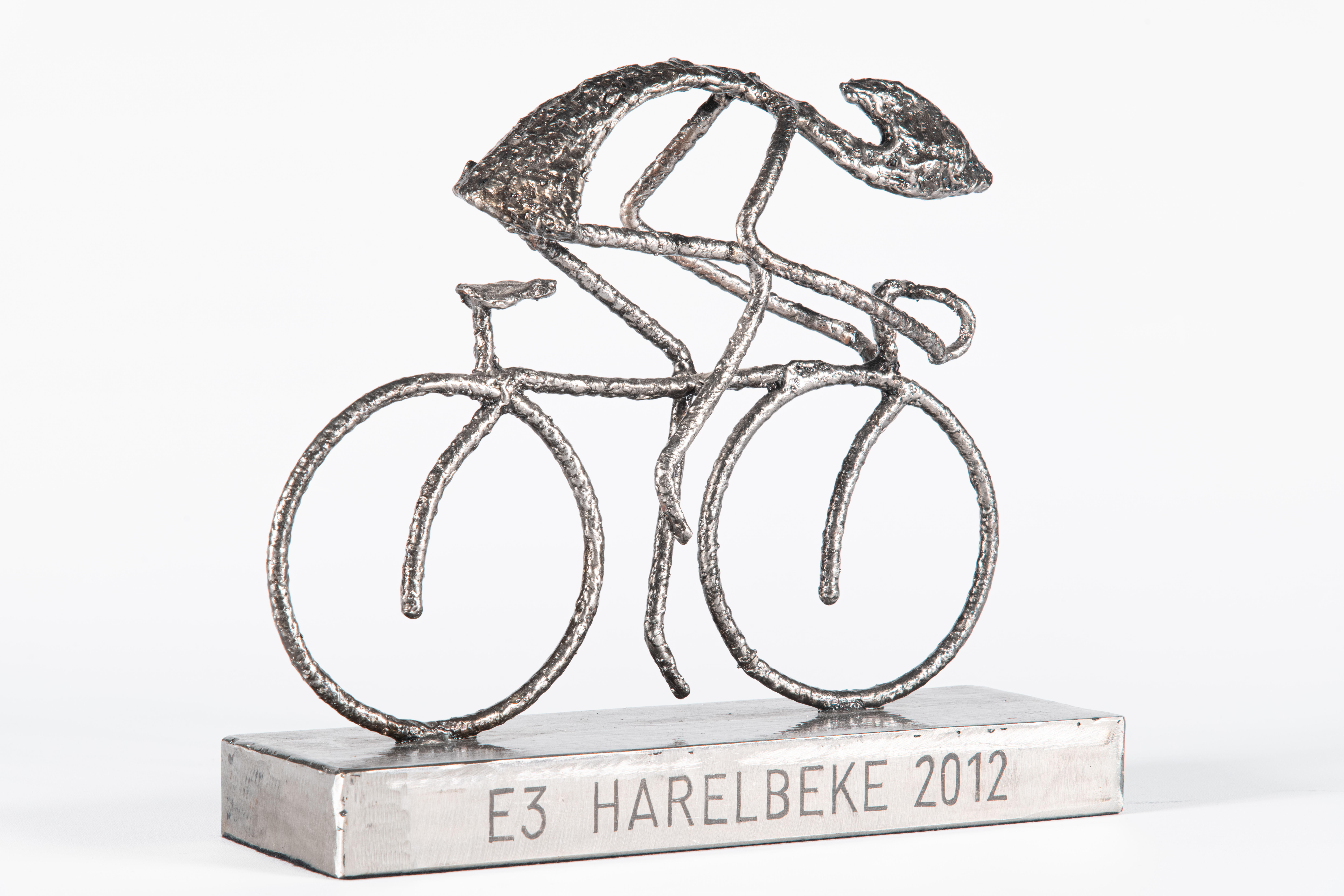
Trofee gewonnen door Tom Boonen (collectie KOERS. Museum van de Wielersport)

## Parcours

### Hellingen
In totaal werden 13 hellingen opgenomen in het parcours.

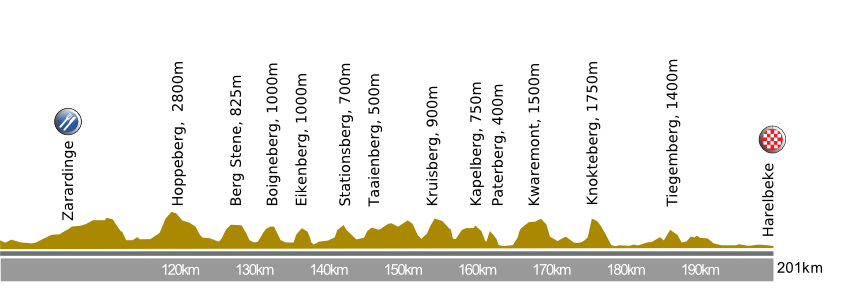
Profiel laatste 100 km

| Nummer | Naam          | Kilometer | Bestrating | Lengte (m) | Gemiddelde helling |
| ------ | ------------- | --------- | ---------- | ---------- | ------------------ |
| 2      | La Houppe     | 122       | asfalt     | 3440       | 3,32%              |
| 3      | Berg Stene    | 129       | asfalt     | 1560       | 7,3%               |
| 4      | Boigneberg    | 134       | beton      | 2180       | 5,8%               |
| 5      | Eikenberg     | 139       | kasseien   | 1200       | 5,5%               |
| 6      | Stationsberg  | 143       | kasseien   | 460        | 3,2%               |
| 7      | Taaienberg    | 148       | kasseien   | 1250       | 9,5%               |
| 8      | Oude Kruisens | 156       | kasseien   | 1270       | 6%                 |
| 9      | Kapelberg     | 160       | asfalt     | 1260       | 7,14%              |
| 10     | Paterberg     | 164       | kasseien   | 362        | 12%                |
| 11     | Kwaremont     | 169       | kasseien   | 2200       | 4,2%               |
| 12     | Knokteberg    | 178       | asfalt     | 1530       | 5,3%               |
| 13     | Tiegemberg    | 188       | asfalt     | 1000       | 6,5%               |

## Deelnemende ploegen
Er namen 25 ploegen aan deel met elk acht renners.
| 18 UCI World Tour-ploegen | 18 UCI World Tour-ploegen | 18 UCI World Tour-ploegen | 7 wildcards                   |
| ------------------------- | ------------------------- | ------------------------- | ----------------------------- |
| AG2R-La Mondiale          | Lampre-ISD                | Sky ProCycling            | Accent.Jobs-Willems Veranda's |
| Astana Pro Team           | Liquigas-Cannondale       | Team Garmin-Sharp         | Landbouwkrediet-Euphony       |
| BMC Racing Team           | Lotto-Belisol             | Team Katjoesja            | Topsport Vlaanderen-Mercator  |
| Euskaltel-Euskadi         | Omega Pharma-Quick Step   | Team Movistar             | Farnese Vini–Selle Italia     |
| FDJ-BigMat                | Rabobank                  | Saxo Bank-Tinkoff Bank    | Project 1T4I-Felt             |
| Orica-GreenEdge           | RadioShack-Nissan-Trek    | Vacansoleil-DCM           | Europcar                      |
|                           |                           |                           | Cofidis, le crédit en ligne   |

## Uitslag
| Plaats  | Naam               | Ploeg                      | tijd     |
| ------- | ------------------ | -------------------------- | -------- |
| Winnaar | Tom Boonen         | Omega Pharma-Quick Step    | 4u51'59" |
| 2       | Óscar Freire       | Team Katjoesja             | z.t.     |
| 3       | Bernhard Eisel     | Sky ProCycling             | z.t.     |
| 4       | Leonardo Duque     | Cofidis,le crédit en ligne | z.t.     |
| 5       | Sep Vanmarcke      | Team Garmin-Barracuda      | z.t.     |
| 6       | John Degenkolb     | Project 1T4I-Felt          | z.t.     |
| 7       | Matthieu Ladagnous | FDJ-BigMat                 | z.t.     |
| 8       | Alexandre Pichot   | Team Europcar              | z.t.     |
| 9       | Alessandro Ballan  | BMC Racing Team            | z.t.     |
| 10      | Sébastien Turgot   | Team Europcar              | z.t.     |
|         |                    |                            |          |
| 23      | Dennis van Winden  | Rabobank                   | z.t.     |

1958 · 1959 · 1960 · 1961 · 1962 · 1963 · 1964 · 1965 · 1966 · 1967 · 1968 · 1969 · 1970 · 1971 · 1972 · 1973 · 1974 · 1975 · 1976 · 1977 · 1978 · 1979 · 1980 · 1981 · 1982 · 1983 · 1984 · 1985 · 1986 · 1987 · 1988 · 1989 · 1990 · 1991 · 1992 · 1993 · 1994 · 1995 · 1996 · 1997 · 1998 · 1999 · 2000 · 2001 · 2002 · 2003 · 2004 · 2005 · 2006 · 2007 · 2008 · 2009 · 2010 · 2011 · 2012 · 2013 · 2014 · 2015 · 2016 · 2017 · 2018 · 2019 · 2020 · 2021 · 2022 · 2023 · 2024 · 2025

Lijst van beklimmingen
 Tour Down Under · 
 Parijs-Nice · 
 Tirreno-Adriatico · 
 Milaan-San Remo · 
 Ronde van Catalonië · 
 E3 Harelbeke · 
 Gent-Wevelgem · 
 Ronde van Vlaanderen · 
 Ronde van het Baskenland · 
 Parijs-Roubaix · 
 Amstel Gold Race · 
 Waalse Pijl · 
 Luik-Bastenaken-Luik · 
 Ronde van Romandië · 
 Ronde van Italië · 
 Critérium du Dauphiné · 
 Ronde van Zwitserland · 
 Ronde van Frankrijk · 
 Ronde van Polen · 
  Eneco Tour · 
 Clásica San Sebastián · 
 Ronde van Spanje · 
 Vattenfall Cyclassics · 
 GP Ouest France-Plouay · 
 Grote Prijs van Quebec · 
 Grote Prijs van Montreal · 
 UCI Ploegentijdrit · 
 Ronde van Lombardije · 
 Ronde van Peking